# San Marinos Grand Prix 1986
San Marinos Grand Prix 1986 var det tredje av 16 lopp ingående i formel 1-VM 1986.

## Resultat
1. Alain Prost, McLaren-TAG, 9 poäng
2. Nelson Piquet, Williams-Honda, 6
3. Gerhard Berger, Benetton-BMW, 4
4. Stefan "Lill-Lövis" Johansson, Ferrari, 3
5. Keke Rosberg, McLaren-TAG (varv 58, bränslebrist), 2
6. Riccardo Patrese, Brabham-BMW (58, bränslebrist), 1
7. Thierry Boutsen, Arrows-BMW
8. Martin Brundle, Tyrrell-Renault
9. Marc Surer, Arrows-BMW
10. Michele Alboreto, Ferrari (56, turbo)

### Förare som bröt loppet
- Piercarlo Ghinzani, Osella-Alfa Romeo (varv 52, bränslebrist)
- René Arnoux, Ligier-Renault (46, hjul)
- Philippe Streiff, Tyrrell-Renault (41, transmission)
- Teo Fabi, Benetton-BMW (39, motor)
- Jonathan Palmer, Zakspeed (38, bromsar)
- Christian Danner, Osella-Alfa Romeo (31, elsystem)
- Alan Jones, Team Haas (Lola-Ford) (28, överhettning)
- Andrea de Cesaris, Minardi-Motori Moderni (20, motor)
- Elio de Angelis, Brabham-BMW (19, motor)
- Jacques Laffite, Ligier-Renault (14, transmission)
- Ayrton Senna, Lotus-Renault (11, hjullager)
- Nigel Mansell, Williams-Honda (8, motor)
- Johnny Dumfries, Lotus-Renault (8, hjullager)
- Huub Rothengatter, Zakspeed (7, turbo)
- Patrick Tambay, Team Haas (Lola-Hart) (5, motor)
- Alessandro Nannini, Minardi-Motori Moderni (0, olycka)

## VM-ställning
| Förarmästerskapet 1. Nelson Piquet, Williams-Honda, 15 Ayrton Senna, Lotus-Renault, 15 2. Alain Prost, McLaren-TAG, 13 | Konstruktörsmästerskapet 1. Williams-Honda, 21 2. McLaren-TAG, 18 3. Lotus-Renault, 15 |